# Carl Adam Petri

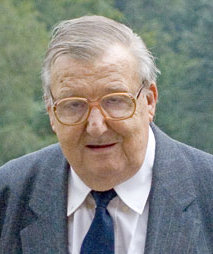
Carl Adam Petri (2009)

Carl Adam Petri (* 12. Juli 1926 in Leipzig; † 2. Juli 2010 in Siegburg) war ein deutscher Mathematiker und Informatiker. Er ist vor allem bekannt durch die nach ihm benannten Petri-Netze zur Modellierung verteilter Systeme.

## Leben und Wirken

### Familie
Carl Adam Petri wurde am 12. Juli 1926 in Leipzig als Sohn des promovierten Mathematikers und Schachspielers Max Petri (* 22. August 1888; † 6. Mai 1972) und der Elfriede, geborene Dietze geboren. Ein Onkel seines Vaters war der in Linden tätige Pastor Otto Oehlkers.

### Werdegang
Carl Adam Petri wurde am 12. Juli 1926 in Leipzig geboren. Sein Vater, ein promovierter Mathematiker, führte den Sohn als Kind in die Mathematik ein und begeisterte ihn für die Naturwissenschaften. So erhielt er zum 12. Geburtstag aus der Konkursmasse einer Buchhandlung zwei dicke Lehrbücher der Chemie. Schon im Alter von 13 Jahren erfand Petri eine Darstellung zum Beschreiben von chemischen Prozessen, die den Petri-Netzen nahekam. Durch die Beziehungen seines Vaters hatte Petri Zugang zur Zentralbibliothek in Leipzig mit den (damals verbotenen) Werken von Einstein und denen von Heisenberg. 1941 erfuhr er durch seinen Vater von Konrad Zuse und dessen Arbeit mit Rechenmaschinen, woraufhin er sich mit den physikalischen Gesetzen zum Zwecke des Rechnens und der Automaten beschäftigte und sich sogar einen kleinen Analogrechner baute.
1944 legte Petri sein Notabitur an der Thomasschule in Leipzig ab und wurde kurz darauf zum Militär eingezogen. Er wurde Flakhelfer der Luftwaffe und geriet in britische Gefangenschaft. Noch während der Gefangenschaft beschäftigte sich Petri mit den Unterschieden zwischen dem Analog- und dem Digital-Rechner. Er gelang zur Überzeugung, dass digitale Rechenmethoden vielseitiger und zuverlässiger sind. Nach dem Krieg blieb er bis 1949 in England und arbeitete an Lösungen vermessungstechnischer Probleme (beispielsweise die Anlage konzentrischer Ellipsen auf hügeligem Gelände). Seine Überlegungen zu den Rechenmaschinen gab er jedoch nicht auf.
1950 kehrte Petri nach Deutschland zurück und begann ein Mathematikstudium an der Technischen Hochschule Hannover. Dort erhielt er unter anderem ein Stipendium der Studienstiftung des deutschen Volkes. Die sich gerade entwickelnde Informatik beschäftigte ihn weiter, denn 1955 besuchte er ein Training bei IBM. Nachdem er 1956 sein Diplom der Mathematik erhalten hatte, wurde er wissenschaftlicher Assistent an der TH Hannover und später an der Bonner Universität. 1962 wurde Petri zum Doktor der Naturwissenschaft an der Technischen Hochschule Darmstadt promoviert. Der Titel seiner Dissertation lautet „Kommunikation mit Automaten“ und sie behandelt, unter anderem, simultane Modelle (Petri-Netze).
Ab 1963 richtete Petri das Rechenzentrum der Bonner Universität ein und leitete dieses bis 1968. Hier hatte er die Möglichkeit, weiter an seiner Netztheorie zu arbeiten, die zum Teil auch mit der Praxis des Rechenzentrums verbunden war. Nach der Gründung der Gesellschaft für Mathematik und Datenverarbeitung (GMD) 1968 baute er das Forschungsinstitut für Informationssysteme auf und führte dieses bis 1991. In dieser Zeit entstanden Kooperationen mit vielen europäischen Ländern, den USA, Indien, Chile und China. Nach seiner Pensionierung 1991 baute er seine Ideen weiter aus und publizierte diese.

## Dissertation „Kommunikation mit Automaten“
Der Titel der Dissertation ist bewusst zweideutig ausgelegt: Zum einen kann es bedeuten, als Mensch mit einer Maschine zu kommunizieren (Turings Gedankenexperiment: Turing-Test) oder aber die Kommunikation zwischen Menschen mit Hilfe von Automaten. Petri selbst hat angegeben, dass die zweite Bedeutung des Titels beabsichtigt ist, sich seine Dissertation aber hauptsächlich der ersten Auslegung widmet.
Die Arbeit Petris ist keine konventionelle Dissertation, in der ein offenes Problem gelöst oder eine neue Theorie vorgestellt und ausgearbeitet wird. Wie in vielen seiner späteren Arbeiten auch, formuliert Petri eine Fülle von Anregungen und Vorschlägen zu einer neuen Grundlage der theoretischen Informatik, die eher Skizzen zu einem Forschungsprogramm ähneln. Seine Arbeit beginnt mit einem sehr konkreten Problem, das bei der maschinellen Berechnung von rekursiven Funktionen auftritt. Bei diesen Funktionen ist es im Allgemeinen nicht möglich vorherzusagen, wie viel Speicherplatz sie zur Berechnung benötigen. Es lässt sich „ausprobieren“, ob die Funktion terminiert ist und die Rechenressourcen ausreichend sind. Ist dies jedoch nicht der Fall, muss man die Berechnung mit mehr Ressourcen neustarten. Petri stellt an dieser Stelle die Frage, ob es nicht möglich ist, das Rechensystem um weitere Ressourcen zu ergänzen, um dann einfach weiter zu rechnen. Lässt sich eine solche Computer-Architektur realisieren, die beliebig erweiterbar ist? Die herkömmliche Architektur kommt an ihre Grenzen. Deshalb schlägt Petri eine gänzlich neue Architektur vor. Sie sieht vor, dass das System aus einzelnen Komponenten besteht, die jeweils selbstständig und deswegen asynchron arbeiten. Viele der einzelnen Komponenten ergeben dann ein großes, um weitere Komponenten erweiterbares System. Mit dem Entwurf eines asynchron arbeitenden Kellerspeichers will er zeigen, dass asynchrone Systeme leistungsfähiger sind als synchrone.
Petri argumentierte weiter: Es sei unangemessen, die Informatik auf sequenziellen Modellen aufzubauen. Statt Ereignisse der Zeit zuzuordnen, solle man dem Ursache-Wirkungs-Prinzip nach ordnen. Zudem solle man die Vorstellung von globalen Zuständen aufgeben, wie sie in sequenziellen Modellen verwendet werden. In der realen Welt verändert eine Aktion nur ein paar Komponenten, nicht aber das gesamte System. Zur Veranschaulichung und Modellierung asynchroner Systeme verwendet Petri in dieser Arbeit Graphen mit speziellen Notationen und Regeln, die Petri-Netze.

## Auszeichnungen, Ehrungen und Mitgliedschaften
- 1962 erkannte der Darmstädter Professor Alwin Walther die Bedeutung von Petris Arbeit und sorgte dafür, dass sie als beste Dissertation des Studienjahres 1961/62 ausgezeichnet wird.
- 1985: Ehrenvorsitzender des Steering Committee der ICPN
- 1988: Verleihung des Bundesverdienstkreuzes I. Klasse der Bundesrepublik Deutschland
- 1988: Ernennung zum Ehrenprofessor der Universität Hamburg, dort hält er bis 1994 Seminare über Allgemeine Netztheorie
- 1989: Wahl zum Mitglied der Academia Europaea
- 1993: Verleihung der Konrad-Zuse-Medaille für Verdienste um die Informatik
- 1996: Verleihung des Werner-von-Siemens-Rings[6]
- 1997: Petri erhielt von Bundespräsident Professor Roman Herzog den Werner-von-Siemens-Ring für herausragende Verdienste um die Technik in Verbindung mit der Wissenschaft.
- Seit 1997 war Petri Mitglied der New York Academy of Sciences.
- 1998 Erstmalige Vergabe des – nach ihm benannten – „Carl Adam Petri Distinguished Technical Achievement Award“ durch die „Society for Design and Process Science“.
- 1999 Ehrendoktorwürde durch die Universität von Zaragoza
- 2003 Auszeichnung mit dem „Orde van de Nederlandse Leeuw“ (Orden vom Niederländischen Löwen) durch die niederländische Königin
- 2007 zeichnete ihn die „Academy of Transdisciplinary Learning and Advanced Studies“ (ATLAS) für sein Lebenswerk mit der „Academy Gold Medal of Honor“ aus.[7]
- 2009 erhielt Petri den „IEEE Computer Pioneer Award“.[8][9]

### Biografie
- Einar Smith: Carl Adam Petri. Eine Biographie. Springer-Vieweg, 2014, ISBN 978-3-642-40222-7.